# William Frederick Foshag
William F. Foshag (1894 — 1956) foi um geólogo estadunidense.